# Roma Open 2003
Il Roma Open 2003 è stato un torneo di tennis facente parte della categoria ATP Challenger Series nell'ambito dell'ATP Challenger Series 2003. Il torneo si è giocato a Roma in Italia dal 28 aprile al 4 maggio 2003 su campi in terra rossa.

## Vincitori

### Singolare
Giorgio Galimberti ha battuto in finale  Victor Hănescu con il punteggio di 6–2, 6–4

### Doppio
Amir Hadad /  Martín Vassallo Argüello hanno battuto in finale  Manuel Jorquera /  Diego Moyano 6–4, 3–6, 6–3